# SM U-110
SM U-110 – niemiecki okręt podwodny typu U-93 zbudowany w Friedrich Krupp Germaniawerft w Kilonii w latach 1916-1917. Wodowany 28 lipca 1917 roku, wszedł do służby w Cesarskiej Marynarce Wojennej 25 września 1917 roku. Pierwszym dowódcą został Otton von Schubert. 12 grudnia nowym dowódcą został Carl Albrecht Kroll. 22 grudnia 1917 roku został przydzielony do IV Flotylli pod dowództwem kapitana Krolla. U-110 w ciągu trzech patroli zatopił 10 statków nieprzyjaciela o łącznej pojemności 26 963 BRT.
Pierwszym zatopionym przez U-110 statkiem był brytyjski statek-pułapka HMS „Penshurst” o pojemności 1191 BRT, który 24 grudnia 1917 roku został storpedowany w Kanale Bristolskim i następnego dnia zatonął.
30 grudnia 1918 roku U-110 zatopił brytyjski parowiec „Zone” o pojemności 3 914 BRT, który płynął z ładunkiem mrożonych podrobów z Boulogne do Barry. Statek został zatopiony 4 mile na północ od St Ives.
Ostatnim, a zarazem największym, zatopionym statkiem był brytyjski parowiec pasażerski RMS „Amazon”, należący do Royal Mail Steam Packet Company. 15 marca 1918 roku, zbudowany w 1906 roku statek, o pojemności 10 037 BRT, został storpedowany i zatopiony około 30 mil na północny zachód od Malin Head. Statek płynął w konwoju z Liverpoolu do Buenos Aires. U-Boot zatonął w wyniku kontrataku brytyjskich niszczycieli HMS „Moresby” i HMS „Michael”, które zrzuciły bomby głębinowe na U-110. Nie przeżył nikt z załogi.